# Palaemonetes mesogenitor
Palaemonetes mesogenitor is een garnalensoort uit de familie van de Palaemonidae. De wetenschappelijke naam van de soort is voor het eerst geldig gepubliceerd in 1912 door Sollaud.